# Astronomická observatoř V. P. Engelhardta
Astronomická observatoř V. P. Engelhardta (rusky Астрономическая обсерватория имени В. П. Энгельгардта, transkripce Astronomičeskaja observatorija imeni V. P. Engeľgardta) je astronomické observatorium spadající pod Kazaňskou univerzitu. Nachází se přibližně 20 km západně od centra města Kazaň, obklopená lesním porostem v blízkosti Volhy. Byla vystavěna v neoklasicistním stylu, dokončena byla v roce 1901 - tj. v době, kdy byl rektorem univerzity astronom Dmitry Dubyago. Část vybavení observatoře jí při jejím vzniku daroval Vasily Engelhardt, po kterém nese jméno.
V roce 2023 byla observatoř společně s Astronomickou observatoří Kazaňské univerzity zapsána na seznam světového dědictví UNESCO.